# Isla Cozumel (ort)
Isla Cozumel är en ort i Mexiko.   Den ligger i kommunen Tijuana och delstaten Baja California, i den nordvästra delen av landet, 2 300 km nordväst om huvudstaden Mexico City. Isla Cozumel ligger 248 meter över havet och antalet invånare är 652.
Terrängen runt Isla Cozumel är kuperad norrut, men söderut är den platt. Runt Isla Cozumel är det tätbefolkat, med 913 invånare per kvadratkilometer. Närmaste större samhälle är Tijuana, 8,3 km norr om Isla Cozumel. Omgivningarna runt Isla Cozumel är i huvudsak ett öppet busklandskap.